# Sparsholt (Hampshire)
Pour les articles homonymes, voir Sparsholt.
Sparsholt est une paroisse civile et un village du Hampshire, en Angleterre.